# Cévennes nationalpark
Cévennes nationalpark (franska: Parc national des Cévennes) är en nationalpark som ligger i södra Frankrike, i det bergiga området Cevennerna. Den inrättades 1970.
Parken har sitt administrativa säte i Florac på Florac slott.
Dess koordinater är 44°11′38″N 3°34′53″Ö / 44.19389°N 3.58139°Ö.

## Geografi
Parken innehåller flera berg och platåer, som till exempel:
- Mont Lozère
- Mont Aigoual
- Causse Méjean